# تیمیدین دی‌فسفات
تیمیدین دی فسفات (به انگلیسی: Thymidine diphosphate) با فرمول شیمیایی C۱۰H۱۶N۲O۱۲P۲ یک ترکیب شیمیایی با شناسه پاب‌کم ۱۶۴۶۲۸ است. که جرم مولی آن ۴۰۲٫۱۹ می‌باشد. 